# Haleburg
Haleburg is een plaats (town) in de Amerikaanse staat Alabama, en valt bestuurlijk gezien onder Henry County.

## Demografie
Bij de volkstelling in 2000 werd het aantal inwoners vastgesteld op 108.
In 2006 is het aantal inwoners door het United States Census Bureau geschat op 109, een stijging van 1 (0,9%).

## Geografie
Volgens het United States Census Bureau beslaat de plaats een oppervlakte van
9,9 km², geheel bestaande uit land. Haleburg ligt op ongeveer 105 m boven zeeniveau.

## Plaatsen in de nabije omgeving
De onderstaande figuur toont de plaatsen in een straal van 24 km rond Haleburg.